# Lord Tanamo

Lord Tanamo   (Kingston, 2 d'octubre de 1934 - Toronto, 19 d'abril de 2016) va ser un músic i compositor de ska.
Va ajudar a crear el so que avui coneixem com el ska, combinant elements de Calipso obtinguda a partir de Lord Kitchener, amb el ritme cadenciós moment de la seva infància. Va viure al Canadà durant més de trenta-cinc anys.

## Biografia
Tanamo va tocar el "rumba box", un element essencial de moment. Fou el cantant del llegendàri grup jamaicà, The Skatalites, i va gravar amb ells el seu primer dics "I'm In The Mood For Ska ", el 1965. Va continuar gravant com a mínim fins a finals de 1970, amb el productor, Coxsone Dodd, el Pottingers i Bunny Lee.
El 1970, va gravar un disc de Brook Benton "Rainy Night In Geòrgia", que va ser número u, i va anar a Jamaica durant set setmanes. En un altre viatge a casa va gravar l'àlbum Calypso Reggae, amb Bunny Lee.
El 1999 va ser llançat un recopilatori, anomenat Skamento moviment.
El juliol de 2002 a Toronto, Canadà, es va celebrar el concert de dues nits de "Legends of Ska" (Llegendes del Ska). Reunint van ser The Skatalites, Lloyd Knibb, Rico Rodriguez, Lloyd Brevett, Lester Sterling, Johnny Moore i Lynn Taitt, juntament amb Prince Buster, Alton Ellis, Owen Gray, Lord Creator, Justin Hinds, Derrick Harriott, Winston Samuels, Roy Wilson, Patsy Todd, Doreen Shaffer, Stranger Cole, Lord Tanamo i Derrick Morgan.
El gener de 2008 es va anunciar en un diari jamaicà que Tanamo estava en un hospital al Canadà després de patir un accident vascular cerebral que l'havia deixat incapaç de parlar.

## Discografia
- 1965 - I´m in the mood for Ska. The Best of
- 1979 - Calypso Reggae
- 2000 - Best place in the World (& Dr. Ring-Ding i the Senior All Stars)